# John J. Taylor

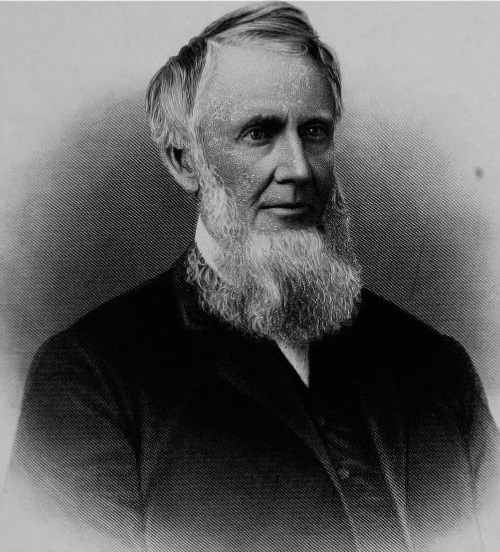
John J. Taylor

John James Taylor (* 27. April 1808 in Leominster, Massachusetts; † 1. Juli 1892 in Owego, New York) war ein US-amerikanischer Jurist und Politiker. Zwischen 1853 und 1855 vertrat er den Bundesstaat New York im US-Repräsentantenhaus.

## Werdegang
John James Taylor wurde ungefähr vier Jahre vor dem Ausbruch des Britisch-Amerikanischen Krieges im Worcester County geboren. Er besuchte Gemeinschaftsschulen, die New Ipswich Academy und die Groton Academy. 1829 graduierte er an der Harvard University. Taylor unterrichtete eine kurze Zeit lang als Lehrer. 1830 zog er nach Troy. Er studierte Jura. Nach dem Erhalt seiner Zulassung als Anwalt 1834 begann er in Greene im Chenango County zu praktizieren. 1834 zog er nach Owego. Dort war er weiter als Anwalt tätig. 1838 wurde er zum Bezirksstaatsanwalt im Tioga County ernannt – ein Posten, den er bis zu seinem Rücktritt 1843 innehatte. Er saß 1839, 1843 und 1848 im Village Board of Trustees. 1844 war er der erste Feuerwehrchef. Er nahm 1846 an der Verfassunggebenden Versammlung von New York teil. Politisch gehörte er der Demokratischen Partei an.
1850 kandidierte er erfolglos für den 32. Kongress. Bei den Kongresswahlen des Jahres 1852 für den 33. Kongress wurde er im 27. Wahlbezirk von New York in das US-Repräsentantenhaus in Washington, D.C. gewählt, wo er am 4. März 1853 die Nachfolge von William A. Sackett antrat. Er schied dann nach dem 3. März 1855 aus dem Kongress aus.
Nach seiner Kongresszeit ging er wieder seiner Tätigkeit als Anwalt nach. Präsident Franklin Pierce bot ihm den Posten als Kommissar für die Besiedlung der nordwestlichen Grenze der Vereinigten Staaten an, allerdings lehnte Taylor dieses Angebot ab. 1858 kandidierte er als Demokrat erfolglos für den Posten des Vizegouverneurs von New York. Er war 1859 Präsident des Village von Owego. Ferner ging er Bankgeschäften nach. Taylor wurde zum Vizepräsidenten und später zum Präsidenten der Southern Central Railway Company gewählt, später für den Auburn-Bereich der Lehigh Valley Railroad Company. Er verstarb am 1. Juli 1892 in Owego und wurde dann auf dem Evergreen Cemetery beigesetzt.